# Greenwich (London)

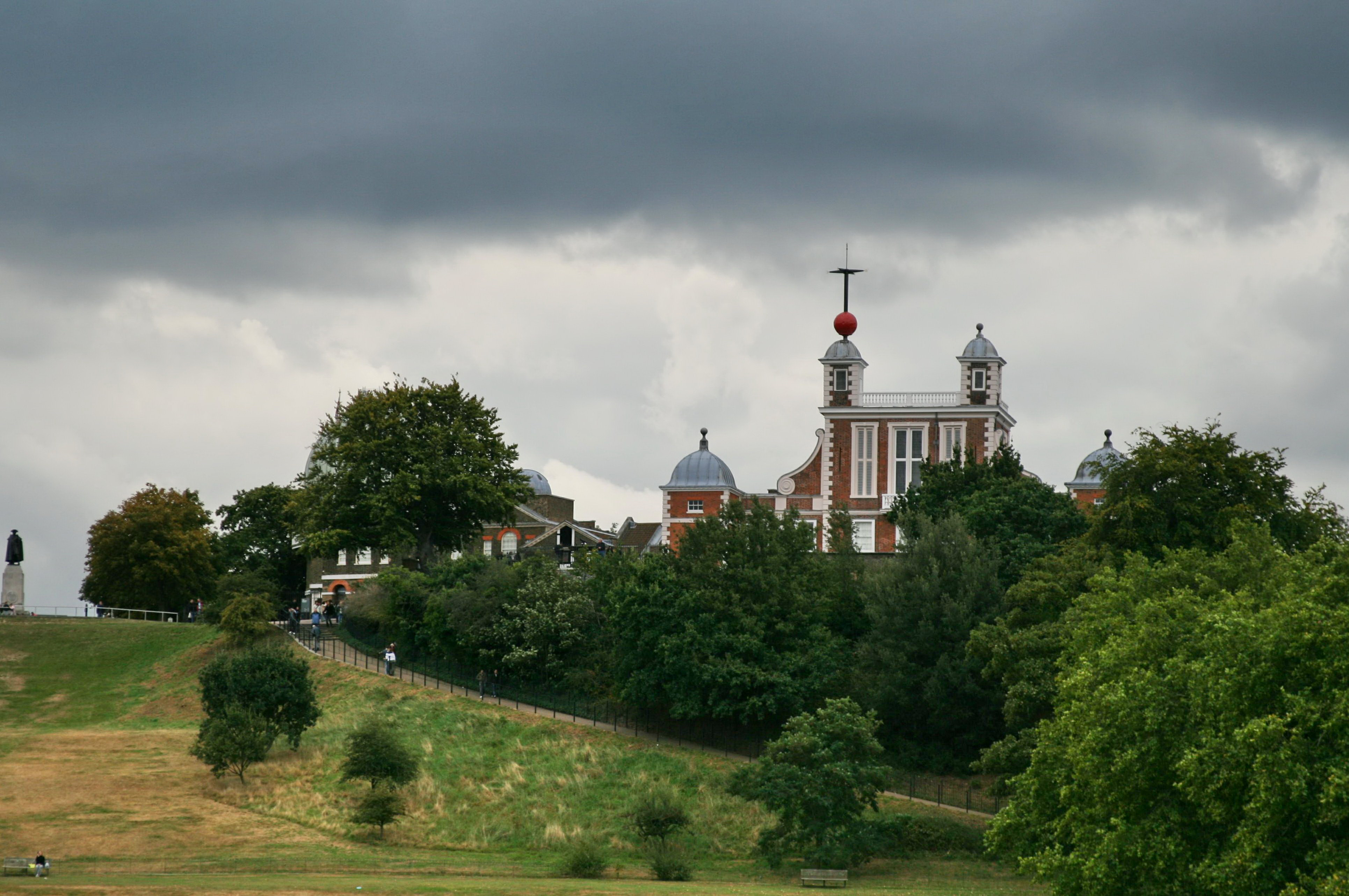
Das Royal Observatory im Greenwich Park

Greenwich ([ˈgɹɛnɪtʃ] oder [ˈgɹɪnɪdʒ]) ist ein Stadtteil im Südosten Londons. Er liegt am Südufer der Themse im Stadtbezirk Royal Borough of Greenwich. Der Stadtteil war früher das Zentrum der britischen Marine. Durch die königl. Sternwarte verläuft der frühere Nullmeridian, und die Zeitzone Greenwich Mean Time ist nach ihm benannt.
Die Stadt war nach dem Bau des Palace of Placentia im frühen 15. Jahrhundert Residenzort mehrerer englischer Könige. Nach dem Bürgerkrieg verfiel der Palast. An dessen Stelle entstand das königliche Seefahrerkrankenhaus, das sich 1873 zum Royal Naval College wandelte. Seit 1998 wird es von der University of Greenwich und vom Trinity College of Music genutzt. Weitere Sehenswürdigkeiten sind das Royal Greenwich Observatory, der Greenwich Park und das National Maritime Museum. Seit 1997 gehört ein Teil von Greenwich zum UNESCO-Weltkulturerbe.

## Geographie
Das historische Zentrum liegt auf einer breiten Ebene am Südufer der Themse, die an dieser Stelle eine große halbkreisförmige Biegung aufweist, die die Isle of Dogs umschließt. Südlich des Zentrums steigt das Gelände im Park steil an, die Grenze zum südlich angrenzenden Blackheath liegt rund 30 Meter höher. Die höher gelegenen Teile Greenwichs bestehen aus Sedimentablagerungen, die eine Kalkschicht bedecken. Im Westen, jenseits des Flusses Ravensbourne, liegt die ehemalige Hafenstadt Deptford, im Nordosten die Halbinsel Greenwich Peninsula, das ehemalige industrielle Zentrum.

## Name und Aussprache
Der Name Greenwich folgt dem altsächsischen Grenevic (oder Grenewic), das wörtlich „Grünes Dorf“ oder „Dorf im Grünen“ bedeutet, wobei wich wiederum vom lateinischen vicus abgeleitet ist. Die moderne Schreibung auf Green- [ˈgɹi:n] (engl. für Grün) wiederholt diese Begriffsdeutung, jedoch folgt die Aussprache eher dem alten Namen mit kurzem e [ˈgɹɛnɪtʃ], im gehobenen Englisch auch kurzem i [ˈgɹɪnɪdʒ]. Der w-Laut wird bei US-amerikanischen Städten gleichen Namens mitgesprochen, entfällt aber bei dem englischen Ort (Aussprache wie „Grennitsch“ in London und „Grinnitsch“ im Rest Englands).

## Geschichte
Hügelgräber im südwestlichen Teil des Greenwich Park deuten darauf hin, dass die Gegend schon in der Bronzezeit besiedelt war. Die Gräber wurden im 6. Jahrhundert von den Angelsachsen wiederverwendet. Im Osten des Parks entdeckte man 1902 bei Ausgrabungen die Reste einer römischen Villa oder eines Tempels, mit 300 Münzen aus der Zeit des Kaisers Flavius Honorius im 4. Jahrhundert. Die Römerstraße von Londinium (London) nach Portus Dubris (Dover), die Watling Street, verlief durch den äußersten Süden von Greenwich. Sie folgte dabei einem früheren keltischen Weg zwischen den heutigen Städten St Albans und Canterbury.
Während der Regierungszeit von König Æthelred ankerte am Ufer der Themse die Flotte der Dänen, die auf dem angrenzenden Hügel ein Lager errichteten. Von dort aus attackierten sie Kent und nahmen im Jahr 1012 Canterbury ein. Während sieben Monaten hielten sie Erzbischof Alphege in Greenwich gefangen und steinigten ihn, als er die Zahlung eines Lösegeldes verweigerte. Alphege wurde als Märtyrer heiliggesprochen. Zu seinen Ehren entstand eine Pfarrkirche. Die heutige St Alfege Church entstand 1714/18 nach Plänen von Nicholas Hawksmoor. Spuren des dänischen Lagers finden sich an der Grenze zu Blackheath.

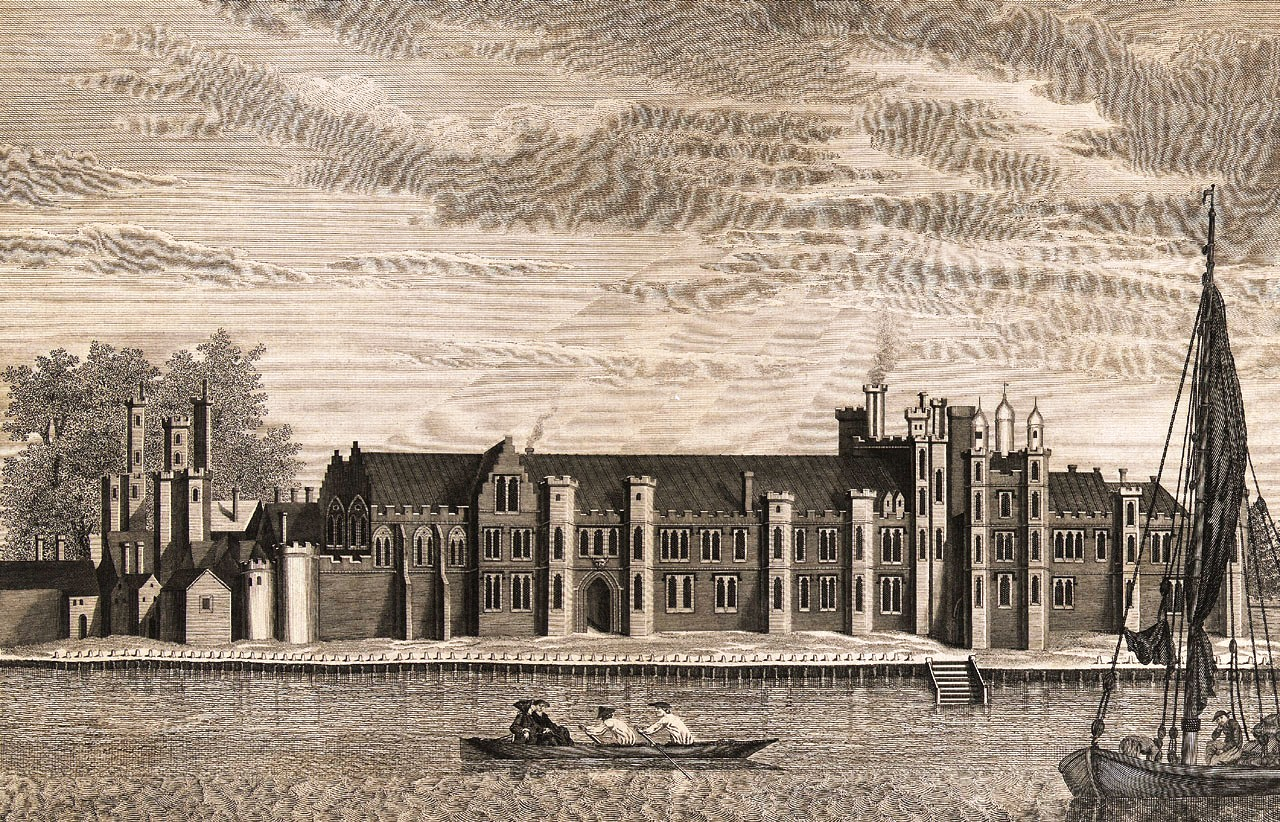
Palace of Placentia

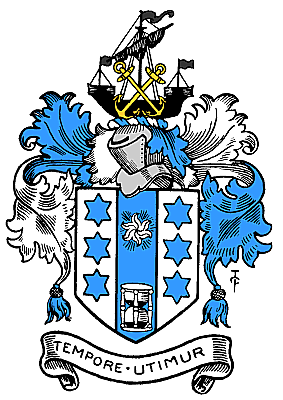
Wappen des Metropolitan Borough of Greenwich

Das Domesday Book nennt das Rittergut Greenwich, das im Besitz von Odo von Bayeux war und 1082 von der Krone beschlagnahmt wurde. Vor 1300 existierte dort eine königliche Jagdhütte. Nachfolgende Monarchen waren regelmäßige Besucher. Heinrich IV. verfügte dort seinen letzten Willen und Heinrich V. überließ das Gut Thomas Beaufort, 1. Duke of Exeter.
Humphrey, Duke of Gloucester, der Regent von Heinrich VI., ließ dort 1447 ein herrschaftliches Gebäude errichten und den Park ummauern. Nach Humphreys Tod nannte Margarete von Anjou das Gebäude Palace of Placentia. Unter Eduard IV. wurden die Bauarbeiten abgeschlossen. Der Palast war die Hauptresidenz von Heinrich VII. Hier wurden König Heinrich VIII. sowie die Königinnen Maria I. und Elisabeth I. geboren.
Nach dem Englischen Bürgerkrieg zerfiel der Palast und wurde schließlich 1660 abgerissen. Karl II. gab den Bau eines neuen Palastes in Auftrag, doch konnte nur der Ostflügel vollendet werden, der trotzdem unbewohnt blieb. Das restliche Gelände blieb bis zur Errichtung des Greenwich Hospital im Jahr 1694 unüberbaut. Inigo Jones baute 1616 im Auftrag von Anna von Dänemark das Queen’s House auf dem Hügel über dem Spital. Letzteres bildet seit 1914 das Hauptgebäude des National Maritime Museums.
Greenwich war einst eine eigenständige Gemeinde in der Grafschaft Kent. Es wurde 1889 als Metropolitan Borough of Greenwich Teil der County of London und seit 1965 Teil des Royal Borough of Greenwich in Greater London.
Im 20. Jahrhundert verkehrte hier die Schmalspurbahn der Charlton Ropeworks.

## Sehenswürdigkeiten
Im Jahre 1997 wurde Greenwich unter der Bezeichnung Maritime Greenwich in das Weltkulturerbe der UNESCO aufgenommen, dies aufgrund der Vielzahl und Qualität von Gebäuden, die von historischem und architektonischem Interesse sind. Diese können in drei Gruppen unterteilt werden: Uferzone, Greenwich Park und Stadtzentrum. Als Anerkennung für die Bedeutung des Stadtteils für die Entwicklung der Astronomie erhielt der Asteroid (2830) Greenwich den Namen Greenwich.

### Uferbereich

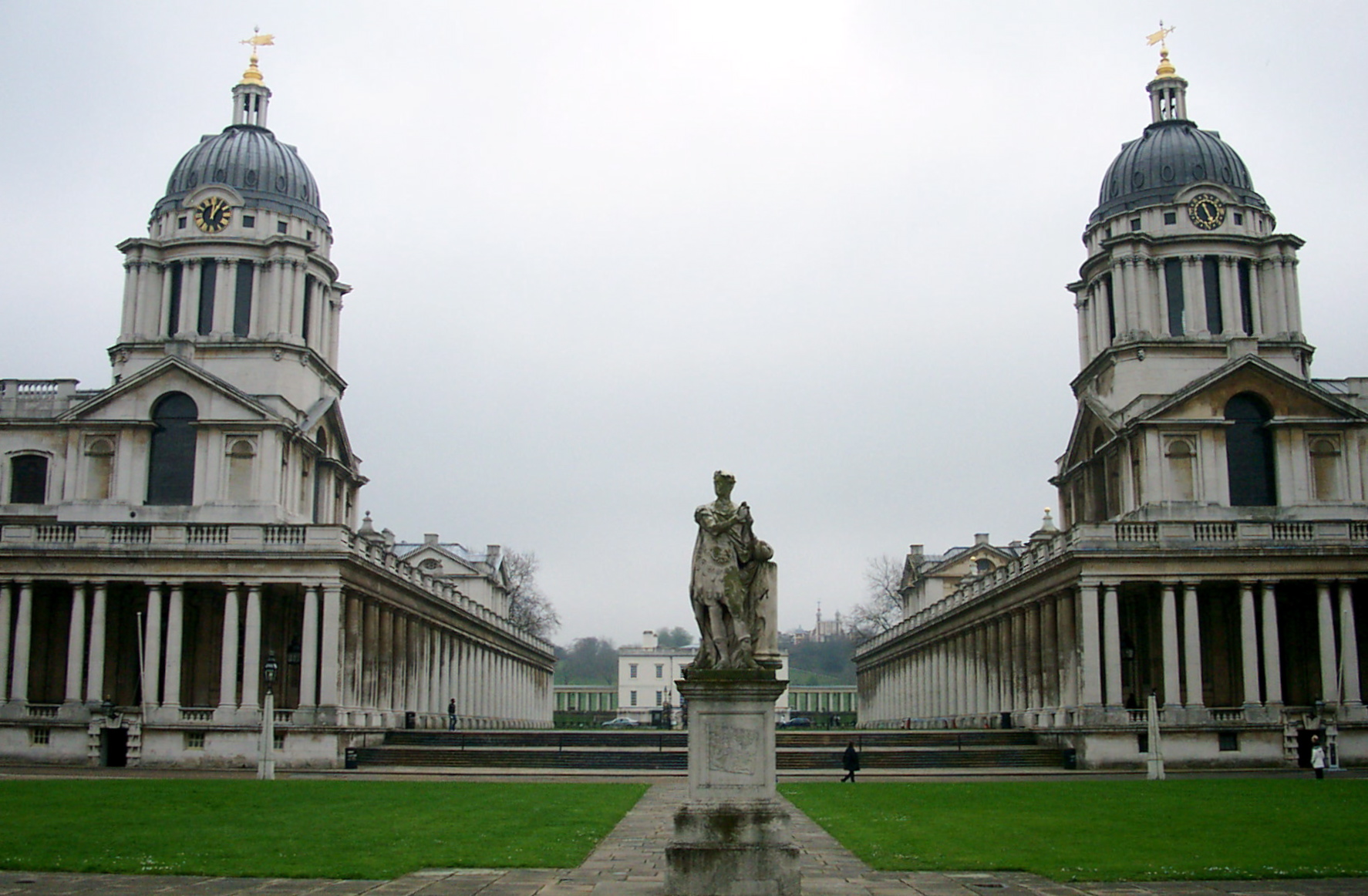
Royal Naval College

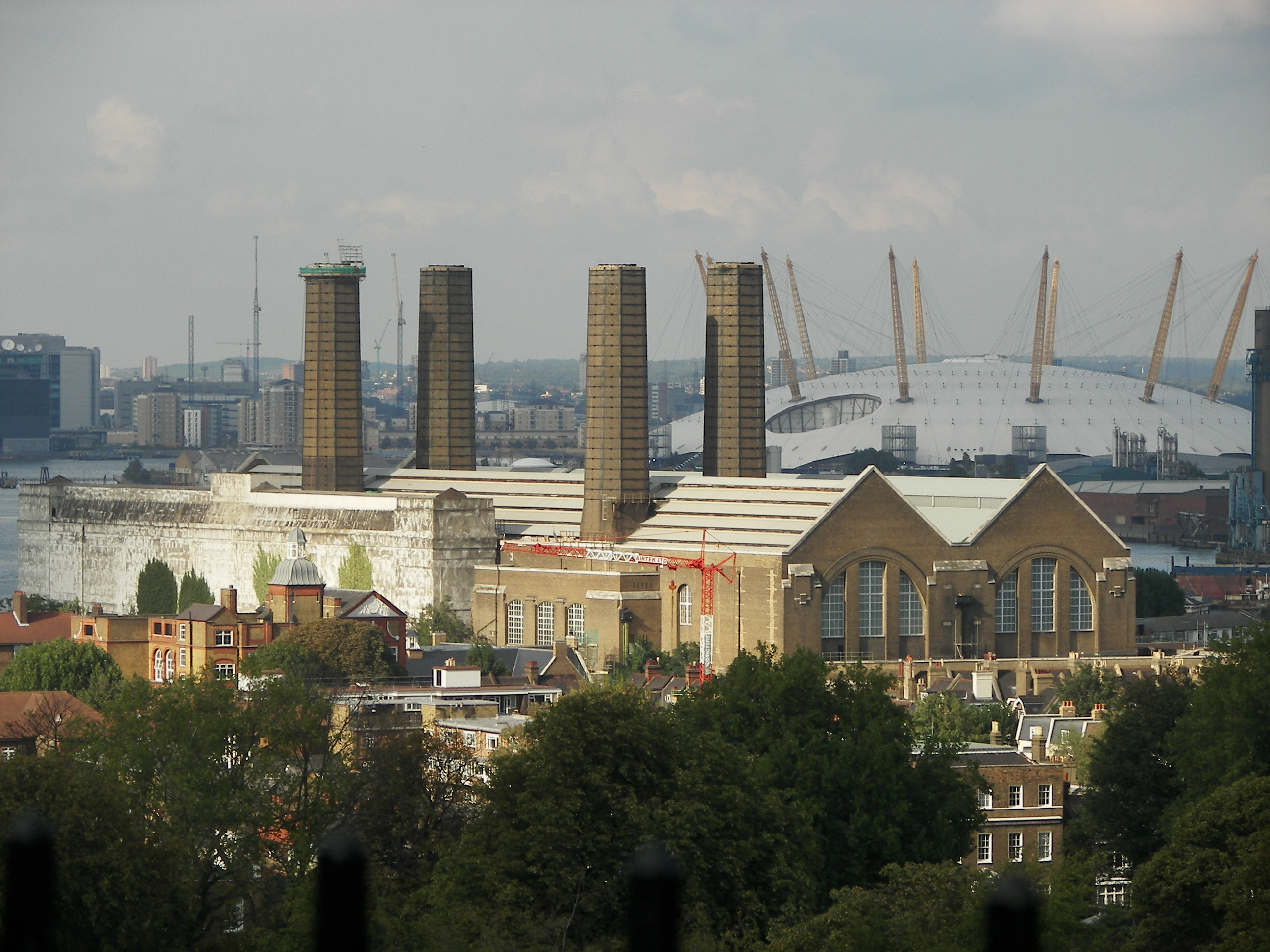
Greenwich Power Station

Die Cutty Sark, ein Klipper, wurde in einem speziellen Trockendock an der Themse als Museumsschiff aufgelegt. Ein Brand zerstörte im Mai 2007 einen Teil des Schiffes, jedoch war rund die Hälfte der Schiffsausstattung wegen Renovierungsarbeiten ausgelagert worden. Das Schiff wurde wieder aufgebaut und ist seit Frühjahr 2012 wieder zugänglich. Neben der Cutty Sark war von 1972 bis 2004 die Segelyacht Gipsy Moth IV ausgestellt, mit der Francis Chichester die Welt umsegelt hatte. In der Nähe der Cutty Sark befindet sich ein kreisrundes Gebäude mit dem Eingang zum 1902 eröffneten Greenwich-Fußgängertunnel, der zur Isle of Dogs auf der Nordseite des Flusses führt.
Die von Christopher Wren erbaute Marineakademie, das Royal Naval College, bildet den Mittelpunkt des Weltkulturerbes und wird von der Greenwich Foundation verwaltet. Mehrere der Gebäude werden heute von der University of Greenwich genutzt, und eines (das ehemalige Greenwich Hospital) vom Trinity College of Music. Ebenfalls zum Gebäudekomplex gehören die von James Thornhill gestaltete Painted Hall (ehemaliger Speisesaal) und die von James Stuart erbaute St. Paul’s Chapel. Die ehemalige Marineakademie besaß einen Forschungsreaktor (JASON), der von 1962 bis 1996 in Betrieb war und 1999 entfernt wurde.
Östlich des Royal Naval College befindet sich das 1613 gegründete Armenhaus Trinity Hospital, das älteste erhalten gebliebene Gebäude im Stadtzentrum. Unmittelbar angrenzend ist die Greenwich Power Station. Das massive Ziegelsteingebäude wurde 1902–1910 als Kohlekraftwerk gebaut, um die Londoner Straßenbahnen mit elektrischer Energie zu versorgen. Heute verfeuert es Öl und Gas und dient als Reservekraftwerk der London Underground.

### Greenwich Park

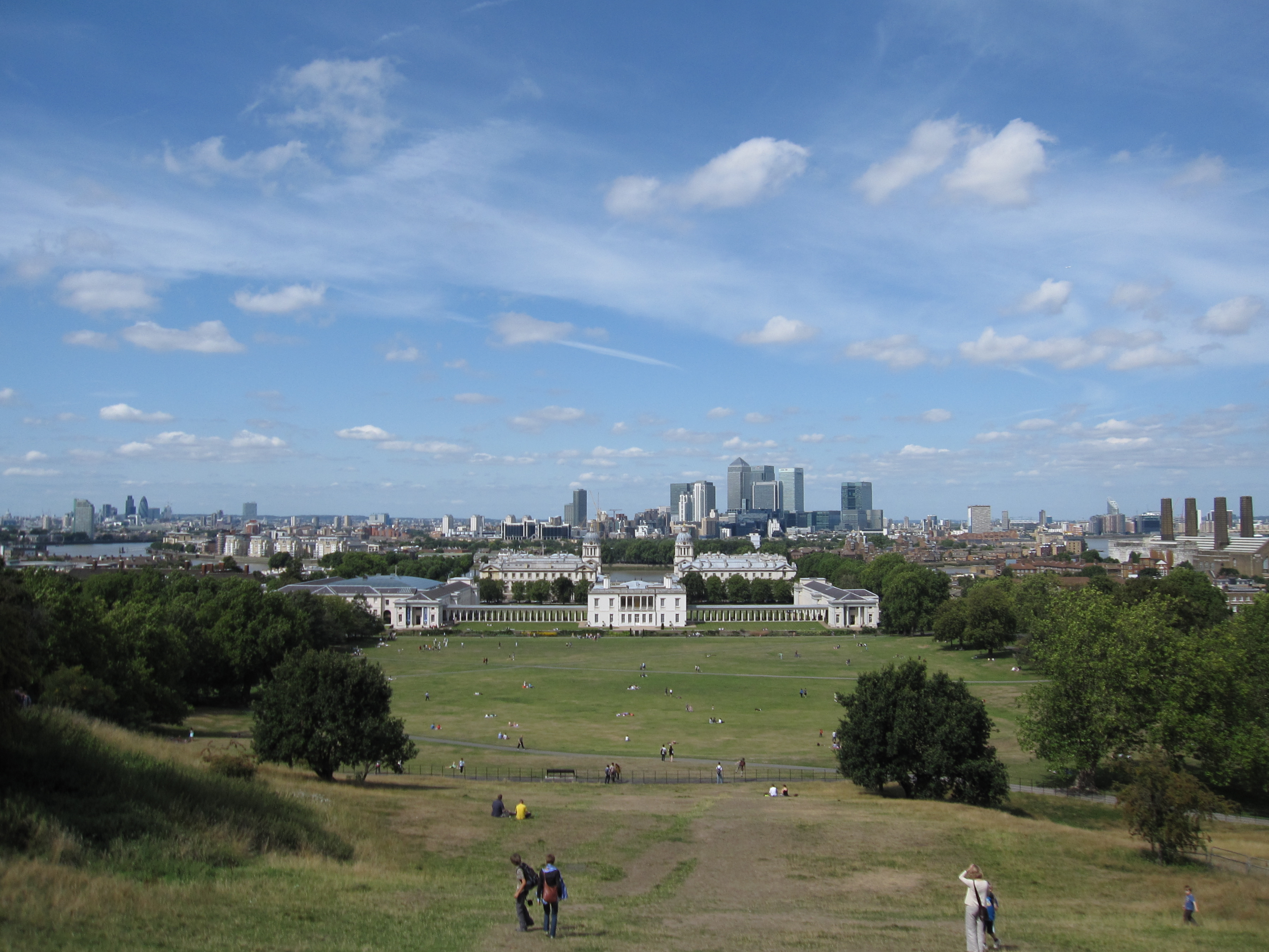
Greenwich Park mit Blick auf Queen’s House

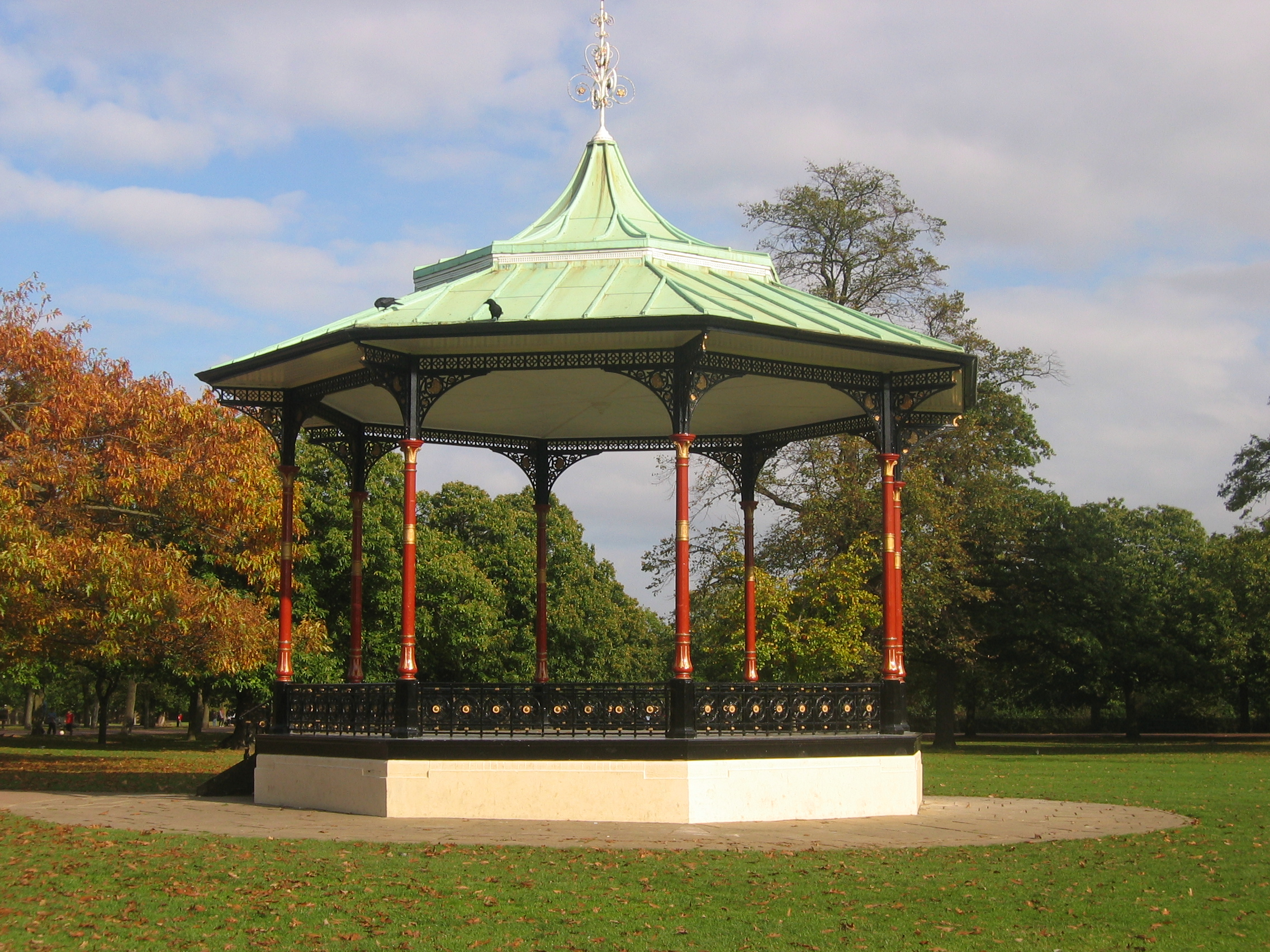
Musikpavillon im Greenwich Park

Hinter der ehemaligen Marineakademie befindet sich eine weitere symmetrische Gebäudegruppe mit einer Arkade rund um das von Inigo Jones entworfene Queen’s House. In diesem Gebäude ist heute das National Maritime Museum beheimatet. Südlich daran angrenzend liegt der 73 Hektar große Greenwich Park, einer der königlichen Parks in London. Er wurde im 17. Jahrhundert als Jagdgrund für den Palace of Placentia angelegt.
Der Park steigt in Richtung Blackheath an, und an der Spitze des Hügels steht eine Statue von General James Wolfe. Der Hügel ist auch Standort des ehemaligen Royal Greenwich Observatory, durch den der historische Nullmeridian verläuft (er ist dort auf dem Boden und am Gebäude markiert) und wo die Greenwich Mean Time festgelegt wurde. Heute dient das Gebäude als Museum für astronomische und navigatorische Geräte, insbesondere die Längenuhr von John Harrison.
Das Ranger’s House am Südrand des Parks beherbergt die Gemäldesammlung von Julius Wernher. Neben dem Ranger’s House ist ein beliebter Rosengarten zu finden, der 1960/61 angelegt wurde. Weiters sind auch ein Obstgarten, ein Kräutergarten neben der St. Mary‘s Pforte sowie ein 200 m langes Kräuterbeet (1925) im Park sehenswert. Auf dem Maze Hill am Ostrand des Parks befinden sich zahlreiche herrschaftliche Häuser, darunter jenes von John Vanbrugh.

### Stadtzentrum
Georgianische und viktorianische Architektur dominiert im Stadtzentrum, das sich westlich des Parks und des Royal Naval Colleges erstreckt. Ein System von Einbahnstraßen führt um einen überdachten Marktplatz, den Greenwich Market. Die Straße Croom’s Hill ist Standort des Fan Museum, des weltweit einzigen Museums für Fächer. Im Stadtzentrum befinden sich auch zwei Theater, das Greenwich Theatre und das Greenwich Playhouse.

## Verkehr

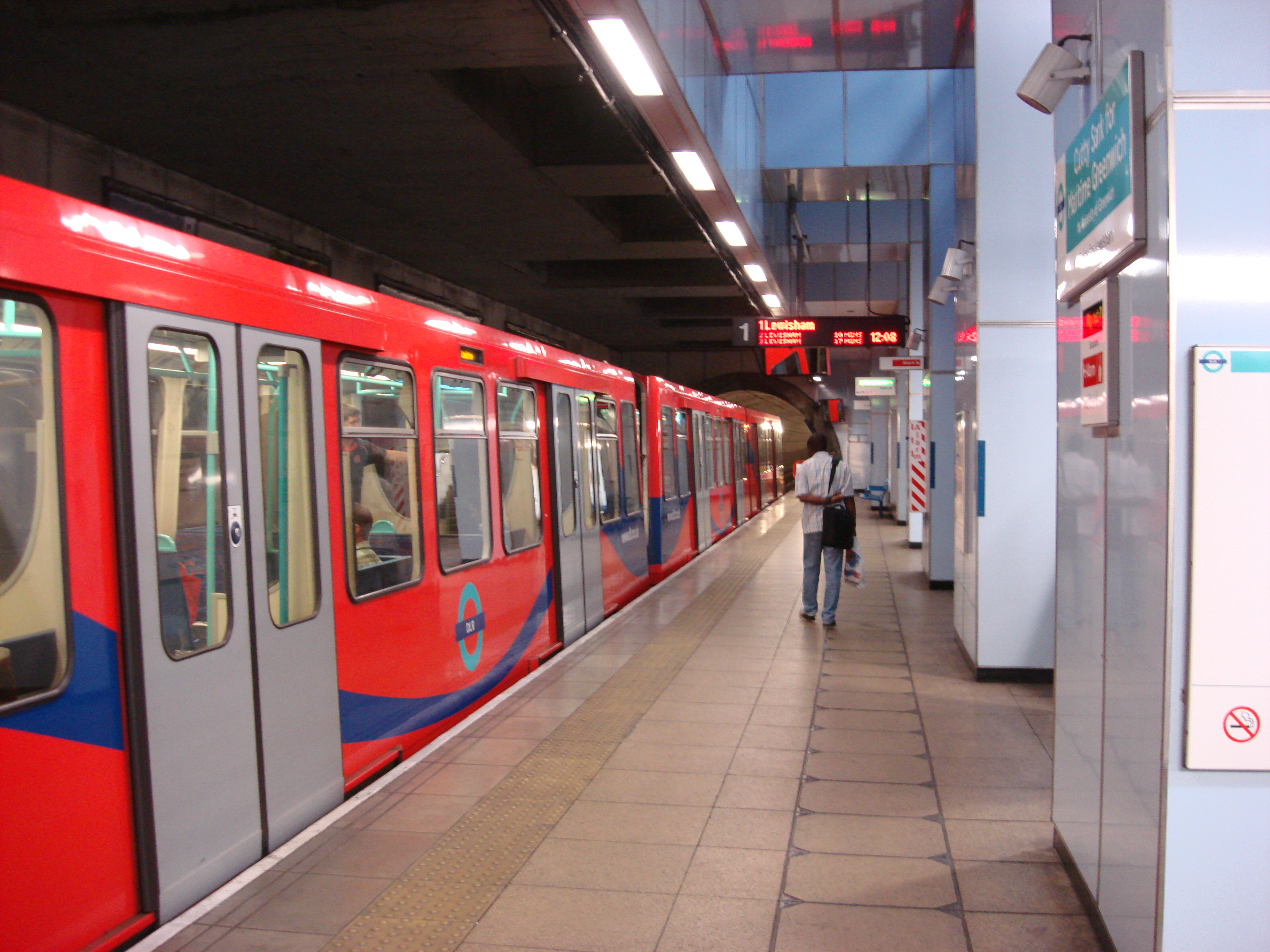
Station Cutty Sark der DLR

In West-Ost-Richtung verläuft die Greenwich Line, eine Eisenbahnstrecke, die den Greenwich Park in einem Tunnel unterquert. Der Bahnhof Greenwich befindet sich etwa 400 Meter südwestlich des historischen Zentrums und ist einer der ältesten in ganz London. Züge verkehren von den Londoner Kopfbahnhöfen Charing Cross und Cannon Street aus in den Norden von Kent. Ein weiterer Bahnhof in Greenwich ist Maze Hill.
Die Docklands Light Railway (DLR) durchquert Greenwich in Nord-Süd-Richtung. Die Züge dieser Stadtbahn verkehren nach Bank und Stratford im Norden sowie nach Lewisham im Süden. Sie halten unterirdisch an der Station Cutty Sark und oberirdisch am Bahnhof Greenwich.
Darüber hinaus wird Greenwich von mehreren Buslinien angefahren. Es besteht ein regelmäßiger Bootsdienst auf der Themse, welcher von Thames Clippers betrieben wird. Der Greenwich-Fußgängertunnel führt auf die Isle of Dogs.